# Øfjord
De Øfjord (Groenlands: Ikaasakajik) is een fjord in de gemeente Sermersooq in het oosten van Groenland. De fjord maakt deel uit van het fjordencomplex Kangertittivaq (Scoresby Sund). 
De Øfjord komt in het westen uit op Hall Bredning. Vanuit Hall Bredning loopt de Øfjord eerst ruim 60 kilometer in zuidwestelijke richting, waarna hij nog eens ruim 35 kilometer in westelijke richting gaat alvorens hij zich splitst. Ongeveer 10 kilometer voor de splitsing buigt richting het zuidwesten een kleine tak af, de Snesund. Vanaf de splitsing gaat de Rypefjord richting het noordwesten en de Harefjord richting het westen. De Harefjord heeft richting het zuiden een zijfjord met de naam Røde Fjord.
Zowel de Rypefjord als de Harefjord worden gevoed door meerdere gletsjers.
Ten zuiden van de Øfjord ligt het eiland Milneland, ten noorden het schiereiland Renland.